# Poscomunismo
Poscomunismo es el período de transformación política y económica o "transición" en los antiguos estados comunistas ubicados en partes de Europa y Asia, en los que los nuevos gobiernos están encaminados a crear economías libres capitalistas orientadas al mercado.
Significa una fase política en la que los partidos comunistas llevan a cabo un proceso de revisión ideológica que les lleva a abandonar la perspectiva marxista y acercarse a las fuerzas de la izquierda democrático-reformista tradicional: el socialismo democrático, la socialdemocracia y la izquierda cristiana.

## Política
Las políticas de la mayoría de los partidos comunistas, tanto en el Este como en el Bloque Occidental habían sido gobernadas por el ejemplo de la Unión Soviética. En la mayoría de los países en el bloque del Este, tras la caída de los gobiernos comunistas llevada en 1989, los partidos comunistas se dividieron en dos facciones: un partido socialdemócrata reformista y un nuevo partido comunista, de orientación menos reformista. Los partidos socialdemócratas de nueva creación eran generalmente más grandes y más poderosos que los partidos comunistas que quedaron; sólo en Bielorrusia, Kazajistán, Moldavia, Rusia y Tayikistán los partidos comunistas siguieron siendo una fuerza significativa.
Los socialdemócratas excomunistas ganaron creciente popularidad cuando la transición al capitalismo comenzó a causar problemas económicos como la pobreza y el desempleo. Casi todos ellos ganaron las elecciones nacionales en sus respectivos países al menos una vez en los últimos 15 años.
En el bloque occidental, muchos de los partidos políticos autodenominados comunistas, reaccionaron cambiando sus políticas para un curso más moderado y menos radical. En países como Italia y la Alemania reunificada, el poscomunismo está marcado por el aumento de la influencia de sus socialdemócratas existentes. Los partidos antisoviéticos comunistas en el bloque occidental (por ejemplo, los partidos trotskistas), que sentían que la caída de la Unión Soviética reivindicó sus opiniones y predicciones, no prosperaron en particular de que, de hecho, algunos se volvieron menos radicales también.

## Economía
Varios estados comunistas habían sido objeto de reformas económicas de una economía planificada a una economía más orientada al mercado en la década de 1980. La transición económica poscomunista fue mucho más abrupta y destinada a crear economías plenamente capitalistas.
Todos los países con este régimen, han abandonado las herramientas tradicionales de control económico comunista, y se han trasladado, con mayor o menor éxito, hacia sistemas de libre mercado. A pesar de que algunos (incluyendo Charles Paul Lewis) subrayan el efecto benéfico de la inversión multinacional, las reformas han tenido importantes consecuencias negativas que aún persisten.
El promedio del nivel de vida registró una caída catastrófica en la década de 1990 en muchas partes de la antigua Comecon sobre todo en la antigua Unión Soviética, y comenzaron a recuperarse de nuevo sólo hacia el final de la década. 
- Algunas poblaciones son aún más pobres hoy que en 1989 (por ejemplo, Ucrania, Moldavia y Serbia). Sin embargo, otros se han recuperado considerablemente más allá de ese umbral (por ejemplo, Rumania, Polonia, Hungría y la República Checa).

- Algunos, como Eslovaquia, Estonia, Letonia y Lituania, gozaron de un auge económico (Tigres bálticos), aunque todos han sufrido desde la recesión de 2009.

Hoy en día, la mayoría de los países poscomunistas de Europa tienen economías mixtas, aunque se argumenta que algunos (como Rumania, Eslovaquia y Estonia, con sus tasas de impuestos planas) son en realidad más capitalistas que el Bloque Occidental.
La economía de Armenia, como la de otros ex estados de la Unión Soviética, sufrió las consecuencias de una economía de planificación centralizada y el colapso de los patrones comerciales de la ex Unión Soviética. Otro aspecto importante de la dificultad de mantenerse en pie después del colapso es que la inversión y el financiamiento que llegaban a la industria armenia desde la Unión Soviética se han ido dejando solo unas pocas grandes empresas en funcionamiento. Además, se siguen sintiendo las secuelas del terremoto de Armenia de 1988. A pesar de que se ha establecido un alto el fuego desde 1994, la disputa con Azerbaiyán sobre Nagorno-Karabaj no se ha resuelto. Dado que Armenia dependía en gran medida del suministro externo de energía y de la mayoría de las materias primas en ese momento, el cierre resultante de las fronteras de Azerbaiyán y Turquía ha devastado la economía. Durante 1992-1993, el PIB había caído alrededor del 60% desde su pico en 1989. Pocos años después de la adopción de la moneda nacional, el dram en 1993, experimentó una hiperinflación.
A partir de 2021, se considera que la mayoría de los países poscomunistas de Europa tienen economías mixtas, aunque algunos como Estonia, Rumania y Eslovaquia a menudo adoptan políticas de libre mercado más tradicionales, como tasas impositivas fijas, que el bloque occidental. Tendencias económicas asociadas con el poscomunismo incluyen desnacionalización, la hiperinflación, la liberalización, el neoliberalismo y la privatización. Un reto fundamental en las economías poscomunistas es que las presiones institucionales que reflejan la lógica del capitalismo y la democracia se ejercen sobre las organizaciones (incluidas las empresas y agencias gubernamentales) que se crearon bajo el comunismo y que son, a día de hoy, a cargo de los administradores socializados en ese contexto, lo que resulta en una gran cantidad de tensión continua en las organizaciones en los estados poscomunistas.